# Урянхайцы

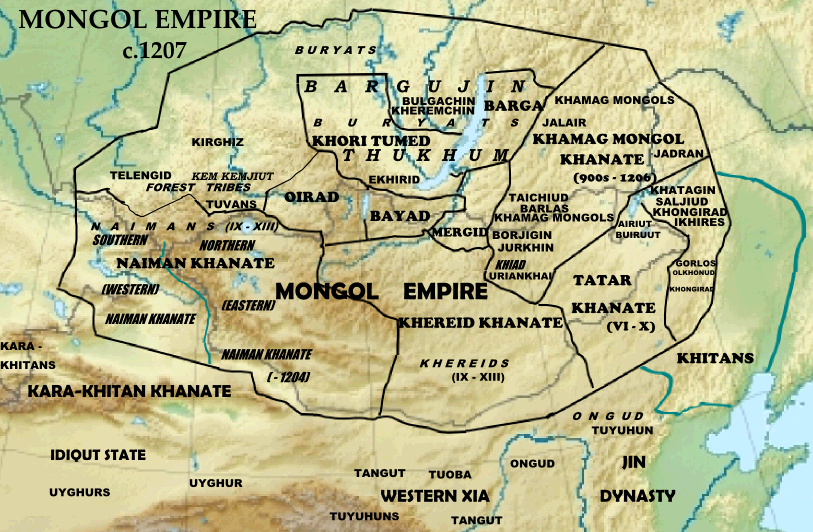
Урянхайцы в составе Монгольской империи. 1207 г.

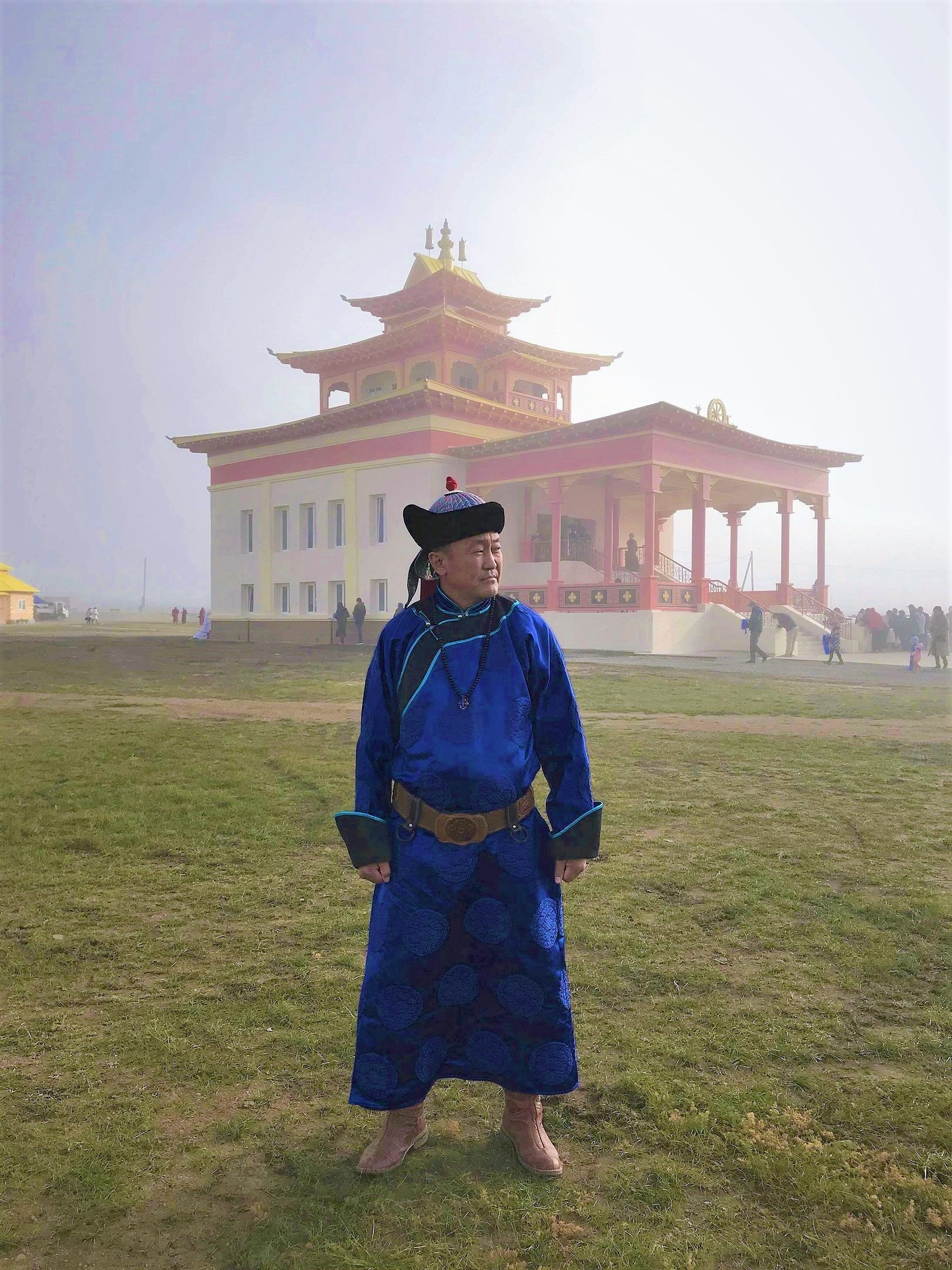
Представитель бурятского рода урянх-цонгол. Янгажинский дацан.

Урянха́йцы, урянха́ны (монг. Урианхай) — одно из древнейших племён, входивших в дарлекинскую группу монголов. Потомки этого древнего рода в настоящее время известны в составе многих монгольских народов.

## История
Предки урянхайцев впервые упоминаются в составе монголов шивэй. Шивэй — общий термин (VI—XII вв.) для древних монгольских племён, обитавших на территории восточной Монголии, части Внутренней Монголии и северо-восточного Китая. В состав шивэй входили их шивэй (да шивэй) — предки тайчиутов, мэнгу шивэй — предки хамаг-монголов, улоху — предки олхонутов. Одним из поколений шивэй также названы собственно урянхан, известные в китайских источниках как улянха. Термин улохоу (улоху) также реконструируют как урянхай. По мнению исследователей, южные скотоводческие племена татар-шивэев были тождественны с улухоу-урянхайцами. Позже урянхайцы вошли в группу дарлекин-монголов. Упоминаются в числе племен (кият, нукуз, урянхай, хонгират и др.), вышедших из Эргунэ-кун, легендарной прародины монголов.
Этноним происходит от монгольского боевого клича «uria» (уриа) и слова «khan» (хан).
По мнению исследователей, урянханы являются потомками древних монголов кумоси (татабов). Согласно китайским текстам «Юань-цзянь-лэй-хань» и «Сюй-Вэнь-сянь-тун-каом», урянхайцы являются потомками и преемниками древних монголов шань-жун и позднейших хи (кумохи), занимая те же земли, как и их предшественники и предки. Улянха — собственно (первоначально) земля шань-жун (горных жунов) времени Чунь-цю; династия Хань сделала её владением главы (народа) хи, который при династии Хоу-Вэй, назывался кумохи. Впоследствии народ кумохи (кумоси) подчинился киданям.
Кумоси имеют единое происхождение с предками киданей и представляли собой самостоятельное племя в составе сяньби. В период с IV по IX вв. урянханы занимали прежние места заселения сяньбийцев, обитали на землях к востоку от Далайнора. Еще до X в. часть из них перекочевала на запад и осела в Хэнтэйских горах и на землях к юго-востоку от озера Байкал. Во времена Добун-Мэргэна, предка Чингисхана, урянханы заселяли местность у горы Бурхан Халдун. Поскольку Добун-Мэргэн жил в X в., значит в указанный период часть урянхан проживали у Хэнтэйских гор. В XII в. урянханы расселились в таежных местах от Хэнтэйских гор до Баргуджин-Токум и входили в состав коренных монгольских племен. Во времена Чингисхана урянхайские полководцы Джэлмэ и Субэдэй сыграли огромную роль в становлении Монгольского государства.
Урянханы (урянкаты), проживавшие в стране Баргуджин-Токум, были известны как хойин-урянка (лесные урянкаты). Лесные урянкаты не имели родственных связей с урянкатами из дарлекинов. Лесные урянкаты, проживали в районе Присаянья-Прихубсугулья, предположительно, на Окинском плато и в Дархатской котловине. Возможно, часть урянкатов была расселена в еще более близких к Баргуджин-Токуму местах, таких как долина Иркута, верховья Джиды. Потомки лесных урянкатов и урянкатов-дарлекинов (в том числе потомки Джэлмэ) в дальнейшем вошли в состав многих этнических групп бурят.
В начале ХIII в., когда Чингисхан основал Великое Монгольское государство, он установил систему тысяч, урянханы были разделены на шесть тысяч. Из них четыре тысячи расположились в восточном тумене, две — в центральном и западном туменах Великого Монгольского государства. Урянханы были разделены на несколько частей, вследствие чего одни укочевали на юг, к Хинганским горам, и осели за Великой стеной, другие оставались у Бурхан Халдун, а третьи позже перешли на Алтай, где вошли в состав ойратов. В конце XVI в. урянханы, обитавшие на Хингане и за Великой стеной, ушли на запад, где слились с племенами харчинов и туметов, осели в восточной части Внутренней Монголии. Один из шести урянханских мянганов носил название оточи. В XIII—XIV вв. мянган оточи расположился у подножья Хэнтэйских гор и охранял «Их хориг». Со временем этот мянган стал основой урянхан тумена, который после распада государства Юань составил один из шести туменов Восточной Монголии. Из урянханов Бурхан Халдуна одна тысяча несла охрану «Их хориг» («Святое место захоронения монгольских ханов»), с XV в. они стали одним из шести восточномонгольских туменов. Однако через столетие урянхан тумен был разгромлен и раздроблен из-за неоднократных восстаний против власти Батумунху Даян-хана и его сторонников. Уцелевшая часть в конце XVI в. ушла на запад и временно расположилась в Хангайских горах, затем снова откочевала на Алтай и в ХVII в. вошла в состав Дзасагтухановского аймака. В цинский период они образовали два хошуна — Дайчин и Дархан дзасаков, ныне сомоны Тонхил, Төгрөг, Бугат, Алтай, Цээл Гоби-Алтайского аймака и сомон Цэцэг Кобдоского аймака. Урянханы-монголы, находившиеся в составе ойратов, после завоевания маньчжурами в середине XVIII в. были разделены на четыре хошуна и переселены к западу от г. Кобдо. Потомки урянханов этих четырех хошунов ныне живут в Кобдоском аймаке: компактными группами — в сомонах Мөнххайрхан и Дуут и вместе с захчинами — в сомоне Мөст. Они также проживают в сомонах Алтай, Бугат, Буянт и Алтанцөгц Баян-Ульгийского аймака. Урянханы были многочисленным, крупным племенем, в XIII в. разделились на несколько частей, в XVI в. они были разгромлены, вследствие чего рассеялись по разным местам.
Среди потомков хэнтийских урянхайцев выделяют группы: Ойрадын Алтайн Урианхай (ойратские алтайские урянхайцы), Хөвсгөлийн Урианхай (хубсугульские урянхайцы), Говь-Алтайн Халх Урианхай (гоби-алтайские урянхайцы) — потомки Хэнтийн Урианхай (хэнтийских или бурхан-халдунских урянхайцев), вошедших в состав состав халха-монголов. Урянхайцы также вошли в состав многих этнических групп бурят: сонголов, табангутов, атаганов, ашибагатов, баргутов, сартулов, андагай, икинатов (род нарат), ононских хамниган (роды урянхай, урянхай-тугчин, улианхан), хори-бурят (хухур улианхай в составе рода сагаангууд), нижнеокинских (род нарат), идинских (род нарад), китойских, тункинских, селенгинских (урянхай, урянхай-отонхой, зэльмэн-урянхай, батут-урянхай, баин-урянхай, урянх-цонгол, урянх-зэмбэ) и закаменских бурят.
Урянхайцы принимали активное участие в военно-политических событиях в Джунгарском ханстве при Галдан Бошогту-хане (1644—1697). Историк С. Буянчулуун писал, что «… Галдан бошигт хан постепенно набирал силу. В его подчинении находились 11 тумэнов из племен улет, халхи и уряихш» (Буянчуулуун 1937: 92). В одном из указов Цинского императора говорится: «….Если урянхайцы останутся там же, где они живут ныне, то они могут причинить серьезные препятствия продвижению наших войск. Они могут передавать информацию ойратам о местах расположения наших войск или они могут нанести удар нашим войскам сзади. Поэтому, такую опасность надо устранять до начала больших военных действий» (Документы о политике Джунгаров 1991:9).

## Генофонд
| Гаплогруппа               | N (объем выборки) | % (процентное соотношение) |
| ------------------------- | ----------------- | -------------------------- |
| C*(xC3c)                  | 15                | 25                         |
| C3c                       | 20                | 33,3                       |
| D                         | 1                 | 1,7                        |
| K*(xN3,O,P)               | 3                 | 5                          |
| N3                        | 5                 | 8,3                        |
| O2b                       | 3                 | 5                          |
| O3                        | 4                 | 6,7                        |
| P*(xR1a)                  | 5                 | 8,3                        |
| R1a1                      | 4                 | 6,7                        |
| Генетическое разнообразие | 0.8119±0.0318     |                            |

В генофонде урянхайцев выявлены следующие гаплогруппы: C*(xC3c), C3c, D, K*(xN3,O,P), N3, O2b, O3, P*(xR1a), R1a1. Наибольшей частотой характеризуется гаплогруппа C3c, которая составляет в общем генофонде 33,3 %. В общей сложности субклады гаплогруппы C3 составляют примерно 60 % генофонда урянхайцев. Гаплогруппа C3 (в настоящее время обозначается как C2) характерна для большинства монгольских народов: халха-монголов, бурят, калмыков, хазарейцев, а также для эвенков и некоторых тюркских народов: в первую очередь для казахов, каракалпаков, в меньшей степени для киргизов, узбеков, тувинцев, якутов, алтайцев.

## Современные урянхайцы
В настоящее время название «урянхайцы» применяется к следующим этническим группам:
- монголоязычным:
  - алтайские урянхайцы (монг. Алтайн урианхай / Altain Uriankhai) — ойратоязычные, населяют Баян-Ульгийский аймак (6274 чел., 2000 год) и Кобдоский аймак (6592 чел., 2000 год, сомоны); говорят на урянхайском диалекте ойратского языка. В Кобдоском аймаке живут в сомонах Дуут, Жаргалант, Мункехайрхан, Муст.
  - хубсугульские урянхайцы (Khövsgöl Uriankhai) — халхаязычные, Хубсугульский аймак (3036 чел., 2000 год), к востоку и к западу (среди дархатов) от озера Хубсугул; говорят на урянхайском диалекте халхаского языка.
- тюркоязычным:
  - уйгуро-урянхайцы (цаатаны, цатаны, в переводе с монг. «оленеводы», также монг. уйгар, «уйгур», а иногда и цаатан уйгар, букв. «оленеводы-уйгуры»; самоназвание — myъha / dukha / туха) — небольшая таёжная группа оленеводов, живущая в горах Дархатского края (северо-запад Хубсугульского аймака). Близкие родственники сойотов, которые отделились от них около 350—400 лет назад. Говорят на цаатанско-сойотском наречии восточно-саянского (сойото-тофаларского) языка, который активно вытесняется монгольским. Численность 282 чел. Часто в литературе встречается раздельное упоминание уйгуро-урянхайцев и цаатанов, однако это ошибка.
  - мончак-урянхайцы (урянхайцы-мончок, монгольские мончаки; самоназвание дъва / сойон — старое название тувинцев, монг. мончоого-урианхай(чууд) / Monchoogo Uriankhai < мончак — казахское название тувинцев) — тувинцы, живущие в Буянтском сомоне Кобдоского аймака. Переселились от тувинцев, живущих в Китае (район озера Канас в Или-Казахском АО (кит. 图瓦人, пиньинь Túwǎ Rén), называемых просто мончаками (кёк-мончаки, кок-мончаки). Численность в Монголии составляет около 400—700 чел. Говорят на (кёк-)мончакском диалекте тувинского языка (в Монголии — на его ховдинском, или буянтском, говоре). «Название урянхи дают этому народу монголы, а сами же себя зовут туба или тува» — пишет Г. Н. Потанин[36]. Мончак-урянхайцам близки цэнгэльские тувинцы (Tsengel Tuvans), к которым однако не применяется термин «урянхайцы». Они населяют сомон Цэнгэл Баян-Ульгийского аймака (1568 чел.) Монголии, небольшая группа переселилась в Селенгинский аймак. Говорят на цэнгэльском диалекте (самоназвание — туъва, ту‛ва), близком тувинскому языку.

## Родоплеменной состав и расселение
Представители родов урянхан (урианхан), урянхай (урианхай) и урянхад (урианхад) проживают практически во всех аймаках современной Монголии. На территории сомона Булган аймака Ховд известны роды урианхад (урианхай), их урианхан, бага урианхан, зэлмэн урианхай. Урянхайцы отмечены в составе халха-монголов, баятов (род урианхайд), хотогойтов (род урианхай), узумчинов (род урианхай). Представители узумчинского рода бөөнөр считают себя частью урянхайцев. Хорчины среди халхов смешались с рядом монгольских родов, в том числе с урянхан, что явствует из состава их кости и рода. Среди калмыков известны роды: урянхус (уранхус), урянхус-доглут.
Буряты-урянхайцы. Урянхайские роды входят в состав многих этнических групп бурят: сонголов, табангутов, атаганов, ашибагатов, баргутов, сартулов, андагай, икинатов (род нарат), ононских хамниган (роды урянхай, урянхай-тугчин, улианхан), хори-бурят (хухур улианхай в составе рода сагаангууд), нижнеокинских (род нарат), идинских (род нарад), китойских, тункинских, селенгинских (урянхай, урянхай-отонхой, зэльмэн-урянхай, батут-урянхай, баин-урянхай, урянх-цонгол, урянх-зэмбэ) и закаменских бурят.
Потомки Джэлмэ. В Монголии известны потомки Джэлмэ, великого монгольского военачальника и нукера Чингисхана. Джэлмэ жил в первой половине XIII в. Он был представителем рода жарчиуд аданхан из племени урянхан, которое обитало в горах Бурхан Халдун (Хэнтэйские горы). Потомки Джэлмэ (Зэлмэ) основали собственный одноименный род, ответвление урянхайцев. Потомки Джэлмэ были представлены четырьмя хошунами Зостинского сейма Внутренней Монголии, в частности, правым, левым и срединным хошунами харчинов и одним хошуном левого крыла тумэтов. Потомками рода жарчиуд аданхан являются современные джаруты, проживающие во Внутренней Монголии. Из рода жарчиуд аданхан происходила мать Чжадарадая (Аданхан-Урянхачжина по С. К. Козину), предка Джамухи и племени джадаранов. Также представителем рода аданхан являлся отец Чжоуредая (Аданха-Урянхадаец по С. К. Козину), предка племени чжоуреид, сына наложницы Бодончара.
Носители родовых имен зэлмэ, хун зэлмэ, урянхай зэлмэ, зэлмэн урянхай зарегистрированы в сомонах Баянтэс, Тэс и Баянхайрхан Завханского аймака; сомонах Бүрэнтогтох, Шинэ-Идэр и Жаргалан Хубсугульского аймака; сомонах Ноён, Булган, Цогтцэций, Баян-Овоо, Ханбогд Южно-Гобийского аймака; сомонах Хутаг-Өндөр, Сайхан, Баяннуур, Бүрэгхангай, Бугат Булганского аймака; сомонах Чойбалсан, Сэргэлэн, Булган, Баянтүмэн, Матад, Халхгол Восточного аймака; сомонах Мөнххаан, Сүхбаатар Сүхбаатарского аймака; сомонах Цээл, Угтаал, Өндөр ширээт, Бүрэн Центрального аймака аймака; сомонах Норовлин, Баян-Овоо, Баянмөнх, Дэлгэрхаан Хэнтэйского; сомоне Булган Кобдоского аймака Монголии. Родовые имена зэлмэ, зэлмэн известны в составе халха-монголов, хотогойтов. Род зэльмэн урянхай также входит в состав селенгинских бурят.
Из рода зэлмэн происходит кость цавчуур. Название цавчуур предположительно имеет одну основу с монгольским словом цав (щель, трещина) и цавч(ил) — просека. Представители кости цавчуур проживают преимущественно в аймаке Дорнод.
Другие роды. В начале XX в. в хошуне Илдэн дзасака Сэцэнхановского аймака (ныне сомон Халхгол Восточного аймака) были зарегистрированы представители рода оровгод кости урянхан. Оровгоды родственны урянханам. В настоящее время представители рода оровгод проживают в сомонах Алтанширээ Восточно-Гобийского аймака; сомонах Чулуунхороот, Чойбалсан, Хулунбуир, Булган, Баянтүмэн, Матад, Халхгол Восточного аймака; сомонах Өмнөдэлгэр, Гурванбаян, Хэрлэн, Өлзийт хороо, Баянмөнх, Дархан, Дэлгэрхаан, Цэнхэрмандал, Баянхутаг, Галшар, Баян-Овоо, Норовлин Хэнтэйского аймака. Род оровгой зарегистрирован в сомоне Эрдэнэцагаан Сүхбаатарского аймака.
В Монголии также были зарегистрированы представители рода гэрүүд костей зэлмэн, хун зэлмэ и урянхан; рода тагнагад костей урянхан, урянхан зэлмэ; рода туухай кости урянхан; рода улаанууд кости урянхай на территории сомона Халхгол Восточного аймака.
Известны роды түнхэн и хорхон, которые являются родами монголоязычных урянхайцев. Роды түнхэн и хорхон зафиксированы на территории сомонов Дуут и Мөнххайрхан Кобдоского аймака. Среди монголоязычных урянхайцев сомона Алтанцөгц Баян-Ульгийского аймака отмечены носители родовых имен шаазган, шаазгад. На территории сомонов Эрдэнэбүрэн и Ховд Кобдоского аймака зарегистрирован олётский род шарай гол. Помимо олётов, род шарайгол зарегистрирован и среди монголоязычных алтайских урянхайцев. Род алаг адуун, проживающий на территории Гоби-Алтайского, Завханского, Архангайского, Кобдоского и Убсунурского аймаков, в основном распространен среди сартаулов, урянхайцев и западных халхов. Среди урянхайцев также известны носители родового имени бурут. Упоминается род хиреид.
Зооты. Носителями этнонима урянхай также являются представители рода зоот (зөөд). Представители данного рода зарегистрированы в сомонах Зүүнговь, Түргэн, Өмнөговь, Бөхмөрөн, Ховд, Завхан Убсунурского аймака и в сомоне Дөргөн Кобдоского аймака Монголии. Зооты зафиксированы среди калмыков, в том числе среди тех донских калмыков, которые происходят из дербетов. Среди зюнов, этнической группы калмыков-дербетов, известны носители родовых имен зет-кюбют (зэт кэвюд), ики-зет-кевюд. Помимо этого в составе калмыков-дербетов отмечен род зёд йоксуд, который входит в состав манджинкинов, одной из ветвей бурулов. Среди калмыков также отмечен род маанин зэт. Этноним зоот среди калмыков известен в следующих формах: зёд, зет, зоот, зэт. Среди хубсугульских дархатов известны роды хар зоот (черные зооты), цагаан зоот (белые зооты) и шар зоот (желтые зооты). Также зооты отмечены в составе дербетов, хубсугульских (роды зоот, жегд) и алтайских урянхайцев, цаатанов, хотогойтов (род зооту), а также в составе некоторых этнических групп бурят (род зод): икинатов, нижнеокинских и балаганских бурят.
В составе алтайских урянхайцев выделяют следующие подразделения (элкен): оолог, цагаан туг, эрхит, хуурчид, баяд, сад, заамид, мундас, урианхай, ах, бургууд, шар жавраа, дэрбэд, шар гол (широй гол), бурэв, монгол, морийн, торвог, хойд, их хойд, бага хойд, дархад, хоо дархад, хар дархад, шар дархад, оръяс (горлос), холдон, тунхэн, шазгай (шагзай), хорхон, буриад, чойрд, эмч, шурмус, шувуг, онгуда (онход), бэрхэд, шажин, суйрч, чоно, харчин нуцгэд, холбоо, эцгэд, жортомос, хасаг, зоос (зоод), соён, улан соён, шар донхол, хар донхол, оорцог, иркид, хасахан иркид.
В племенной состав хубсугульских урянхайцев входят баруун цаатан, зyyн цаатан, зоот, жегд, илжигэн. Участие в формировании хубсугульских урянхайцев также приняла часть родов иркит и кайсот (хаасут).
Этнический состав цаатанов представлен такими подразделениями, как уруд (урат), каштаг, балгаш (балыкчи, балигч, балыкшы), додот (тоду, аг-тоду, кара-тоду), соён (соян) (вкл. хертек, белмей, салчак), зоот (жогд, чооду, чота, чооды), сорс, даргалар, дэмжээ (демчи), хэрдэг, хойюк, тарга, найдан, хуулар (хара хуулар, цагаан хуулар), соён кыргиз, ханачи, маат.
Этноним «цаатан» встречается в числе родов в составе хубсугульских урянхайцев (роды баруун цаатан, зyyн цаатан) и калмыков. В состав калмыков-торгутов входят роды: цаатан, керяд-цаатан, аха-цаатан, бага-цаатан, ики-цаатан, эркетен-цаатан, гурвуд-цаатан, хорняхин-цаатан. При этом как показали исследования генетиков, цаатаны в составе торгутов по системе HLA маркеров оказались близки халха-монголам, а не хубсугульским цаатанам.
Родовые фамилии урянхайцев. В Монголии проживают носители следующих родовых фамилий: урианхай, урианхан, урианхад, аданхай, аданхай урианхай, аданхан, аданхан урианхан, алаг урианхай, алтай урианхай, алтай урианхайн, алтайн урианхай, алтайн урианхан, ах урианхай, бага урианхай, бага урианхан, баруун урианхай, боржигон урианхад, буриад урианхай, жарууд, жарчиуд, сүбэдэй, зэлмэ, зэлмэ урианхай, зэлмэ урианхан, зэлмэн, зэлмэн урианхай, зэлмэн урианхан, зэлмээ, зэлмээн, их урианхай, их урианхан, мянгад урианхай, оорцог урианхай, өөлд урианхай, тагна урианхай, тува урианхай, тугчин урианхай, түмэн урианхай, улианхай, ураанхад, ураанхай, ураанхайт, ураанхан, уранхад, уранхай, уранхайд, уранхайн, уранхан, урианх, урианха, урианхай ах, урианхай дархад, урианхай зэлмэ, урианхай нар, урианхай оорцог, урианхай орцог, урианхай сад, урианхай сартуул, урианхай соён, урианхай тугчин, урианхай улаан соён, урианхай хан, урианхай хорхон, урианхай цагаан туг, урианхайд, урианхайн, урианхайт, урианхайчууд, урианхан оорцог, урианхан тугчин, урианхан халх, урианхат, уринхад, уринхай, уринхайд, уринхан, халх урианхай, халх урианхан, хаан урианхай, хан урианхай, хан урианхан, хар урианхай, хар урианхан, харчин урианхай, хөх урианхан, хун зэлмэ, цаатан, цатан.

## Известные представители
- Джэлмэ
- Субэдэй
- Урянхадай
- Доржи Банзаров